# Мадобе, Аден
Аден Мохамед Нур Мадобе (сомал. Aaden Maxamed Nuur Madoobe, араб. آدم محمد نور مادوبي‎; род. 15 апреля 1956, Худдур), широко известный как Аден Мадобе — сомалийский государственный и политический деятель.
Ранее он занимал пост первого заместителя председателя Армии сопротивления Раханвейн, а затем присоединился к сформированному Переходному федеральному правительству Сомали в качестве министра юстиции и спикера переходного федерального парламента. С 29 декабря 2008 года по 31 января 2009 года Мадобе непродолжительное время исполнял обязанности президента Сомали. В январе 2014 года он был назначен министром промышленности и торговли.

## Личная жизнь
Мадобе родился в Худдуре, столице региона Баколь в Сомали. Он принадлежит к подклану Хадаме, клан Раханвейн (Дигил и Мирифле).

## Карьера

#### Армия сопротивления Раханвейн
Мадобе работал первым заместителем председателя Армии сопротивления Раханвейн — одной из фракций гражданской войны в Сомали. По словам Адана Мадобе, начиная с 1996 года армия принимала помощь Эфиопии в обучении своих войск. В 2003 году он временно перестал сотрудничать со своим коллегой, лидером Армии сопротивления Раханвейн Хасаном Мухаммадом Нуром, позже они помирились и оба работали министрами в Переходном федеральном правительстве.

#### Переходное федеральное правительство
В январе 2005 года Мадобе был назначен министром юстиции формирующегося переходного федерального правительства, входящего в состав второго кабинета премьер-министра Али Мохамеда Геди.
В мае 2005 года лидер фракции Мухаммад Ибрагим Хабсаде обвинил Мадобе и министра сельского хозяйства Хасана Мухаммада Нура в нападении на город Байдабо с целью его захвата от имени Переходного федерального правительства президента Абдуллахи Юсуфа Ахмеда. Позже ПФП использовало город как временную столицу. В последовавшей борьбе за контроль над городом было убито 19 человек.

#### Спикер переходного федерального парламента
31 января 2007 года Мадобе был избран спикером Переходного федерального парламента. Его предшественник на этом посту Шариф Хасан Шейх Адан был отклонён законодательным собранием 17 января из-за его предполагаемой поддержки Союза исламских судов. 3 февраля Мадобе был приведён к присяге.
Некоторое время Аден Мадобе исполнял обязанности президента Переходного федерального правительства после того, как 29 декабря 2008 года действующий президент Сомали Абдуллахи Юсуф Ахмед ушёл в отставку . 31 января 2009 года новым президентом был избран Шариф Шейх Ахмед.
В апреле и мае 2010 года между Мадобе и премьер-министром Омаром Абдирашидом Али Шермарком возник скандал. Он завершился отставкой Мадобе. 25 мая 2010 года вместо Мадобе Шариф Хасан был переизбран спикером переходного федерального парламента.

#### Министр промышленности и торговли
17 января 2014 года премьер-министр Абдивели Шейх Ахмед назначил Мадобе министром промышленности и торговли.